# 오협
오협(1973년 9월 8일 ~ )은 대한민국의 배우이다.

## 학력
- 청주대학교 연극영화학 학사
- 청주대학교 대학원 연극영화학 석사
- 성균관대학교 대학원 공연예술학 박사과정 수료

## 경력
- 2001년 : MBC 30기 공채 탤런트
- 2006년 : 장안대학교 엔터테인먼트과 전임교수
- 2010년 : 정화예술대학 방송영상학부 방송연예전공 교수
- 2011년 : 무대광풍 연기학원 대표
- 2015년 : 백석대학교 문화예술학부 겸임교수

## 수상
- 2003년 MBC 프로덕션 특별상

## 연기 활동

### 드라마
- 2001년 MBC 금요단막극 《우리집》
- 2002년 MBC 농촌드라마 《전원일기》
- 2002년 MBC 월요시트콤 《연인들》
- 2002년 MBC 일일연속극 《매일 그대와》
- 2002년 MBC 수목미니시리즈 《그 햇살이 나에게》
- 2002년 MBC 아침드라마 《내 이름은 공주》
- 2002년 MBC 일요아침드라마 《사랑을 예약하세요》
- 2002년 MBC 수목미니시리즈 《로망스》
- 2002년 MBC 주말연속극 《그대를 알고부터》
- 2002년 MBC 일일연속극 《인어 아가씨》
- 2002년 MBC 아침드라마 《황금마차》
- 2002년 MBC 월화미니시리즈 《내 사랑 팥쥐》
- 2002년 MBC 월화미니시리즈 《현정아 사랑해》
- 2002년 MBC 주말연속극 《맹가네 전성시대》
- 2003년 MBC 일요아침드라마 《기쁜 소식》
- 2003년 MBC 월화미니시리즈 《러브레터》
- 2003년 MBC 수목미니시리즈 《남자의 향기》
- 2003년 MBC 기획특집 HD 월화미니시리즈 《다모》 ... 석부장 역
- 2003년 MBC 주말연속극 《회전목마》
- 2003년 MBC 특별기획드라마 《대장금》 ... 내금위 종사관 부관 역
- 2003년 MBC 소설극장 《성녀와 마녀》 ... 유민석 역
- 2003년 MBC 일일연속극 《귀여운 여인》
- 2004년 MBC 일요아침드라마 《물꽃마을 사람들》
- 2004년 MBC 월화미니시리즈 《불새》 ... 김 비서 역
- 2004년 MBC 특별기획드라마 《영웅시대》 ... 동아일보 정치부 기자 민주공화당 국회의원 이만섭 역
- 2005년 MBC 수목미니시리즈 《슬픈연가》
- 2005년 MBC 소설극장 《김약국의 딸들》
- 2005년 MBC HD 일일연속극 《굳세어라 금순아》 ... 오지운 역
- 2005년 MBC 월화미니시리즈 《원더풀 라이프》
- 2005년 MBC 수목미니시리즈 《영재의 전성시대》
- 2006년 MBC 아침드라마 《이제 사랑은 끝났다》
- 2006년 SBS 주말특별기획드라마 《사랑과 야망》
- 2006년 MBC 주말연속극 《누나》 ... 건우 후배 역
- 2007년 SBS 월화드라마 《사랑하는 사람아》
- 2007년 MBC 월화미니시리즈 《히트》
- 2008년 MBC 주말연속극 《내 인생의 황금기》
- 2008년 MBC 아침드라마 《하얀 거짓말》
- 2009년 MBC 주말드라마 《잘했군 잘했어》 ... 호남 선배 역
- 2010년 MBC 월화미니시리즈 《역전의 여왕》 ... 구용준 역
- .(2021) jtbc 설강화(가제)~~

### 영화
- 2002년 《보스 상륙 작전》 ... 검사 2 역
- 2006년 《공필두》 ... 조폭 역
- 2023년 《사채소년》... 단역 - ATM아저씨 역

### 공연
- 2005년 《그리스》 ... 유진 역